# Memecylon scolopacinum
Memecylon scolopacinum är en tvåhjärtbladig växtart som beskrevs av Henry Nicholas Ridley. Memecylon scolopacinum ingår i släktet Memecylon och familjen Melastomataceae. Inga underarter finns listade i Catalogue of Life.